# Archivio Famiglia Berneri
L’Archivio Famiglia Berneri-Aurelio Chessa è un archivio bibliotecario e documentale custodito attualmente presso la Biblioteca Panizzi di Reggio Emilia. Esso è costituito da un'importante documentazione avente come soggetto l'anarchismo italiano ed internazionale.
Nervi nel 1962 è il posto dove nasce l'archivio ad opera di Aurelio Chessa. Aurelio Chessa era  fornaio in Egitto, in seguito ferroviere, dal 1945 raccoglie la documentazione relativa al movimento anarchico assieme a quella ricevuta da suo zio e dopo che muore Giovanna Caleffi, moglie di Camillo Berneri la figlia Giliana gli dà in gestione l'archivio della famiglia Camillo Berneri nasce quindi questa importante organizzazione che tenta di esser la memoria del movimento anarchico e si sviluppa viepiù al passar del tempo. La divulgazione dei materiali inizia a metà degli anni '60 ed Aurelio Chessa visita diverse città per incrementare la raccolta raccogliendo sia documenti che testimonianze: Pistoia, Iglesias, Genova, Pistoia, Canosa di Puglia, Cecina. Quando muore Aurelio a Reggio Emilia la curatrice dell'archivio Berneri Chessa diviene Fiamma figlia di Aurelio, l'archivio vien ampliato con la documentazione del fondo Centro Studi Sociali Pietro Gori, nella fattispecie ha acquisito la Biblioteca del Circolo di Studi Sociali Pietro Gori  che era locata a  Genova Rivarolo, nel contempo si sviluppa una robusta rete di rapporti con organizzazioni analoghe e di pubblicazioni collaborando con  le edizioni R.L., Collana Vallera e "Volontà". Negli anni '60 Aurelio Chessa segue con costanza "L'Internazionale" e i Gruppi di iniziativa anarchica che egli stesso contribuisce a fondare come scissione della FAI nel 1965 e fino all'inizi degli anni '70, a Genova, è promotore dei Gruppi Anarchici Riuniti essendo responsabile della sede  di Via degli Embriaci a Genova attualmente esistente e che fa comunque ancora capo al movimento anarchico. Documentazione presente nell'archivio Berneri Chessa è anche quella inerente al  fuoriuscitismo, all'antifascismo, alla rivoluzione spagnola e alla storia del  movimento operaio.